# Harrison (Idaho)
Harrison es una ciudad ubicada en el condado de Kootenai en el estado estadounidense de Idaho. En el año 2010 tenía una población de 203 habitantes y una densidad poblacional de 954 personas por km².

## Geografía
Harrison se encuentra ubicado en las coordenadas 47°26′59″N 116°46′50″O / 47.44972, -116.78056. Según la Oficina del Censo, la localidad tiene un área total de 1,1 km² (0,4 mi²), de la cual 1,2 km² (0,5 mi²) es tierra y 0,2 km² (0,1 mi²) (12.50%) es agua.

## Demografía
En el 2000 la renta per cápita promedia del hogar era de $35,750, y el ingreso promedio para una familia era de $38,500. En 2000 los hombres tenían un ingreso per cápita de $31,667 contra $26,563 para las mujeres. El ingreso per cápita para la localidad era de $20,532. Alrededor del 20.3% de la población estaba bajo el umbral de pobreza nacional.